# Poltavas konstmuseum
Poltavas konstmuseum (ukrainska: Полта́вський худо́жній музе́й) är ett konstmuseum i Poltava, Ukraina.
Konstmuseet invigdes 1919.